# Suchonice
Suchonice (deutsch Suchonitz) ist eine Gemeinde in Tschechien. Sie liegt elf Kilometer südöstlich von Olomouc und gehört zum Okres Olomouc.

## Geographie
Suchonice befindet sich nördlich über der Quellmulde des Baches Kopřivnice im Tirschitzer Hügelland (Tršická pahorkatina). Gegen Nordwesten liegt das Tal der Loučka. Nordöstlich erhebt sich die Blata (278 m), im Südwesten die Hůry (280 m) und nordwestlich der Chlum (344 m).
Nachbarorte sind Přestavlky und Vacanovice im Norden, Tršice im Nordosten, Lipňany und Dolní Mlýn im Osten, Penčice und Penčičky im Südosten, Nelešovice im Süden, Čelechovice im Südwesten, Krčmaň, Horka und Grygov im Westen sowie Velký Týnec im Nordwesten.

## Geschichte
Die erste urkundliche Erwähnung von Suchonicz erfolgte im Jahre 1303, als der Olmützer Kanoniker Wernher die ihm gehörige Hälfte des Dorfes dem Domkapitel als besondere Präbende der Olmützer Kathedrale überließ. Im Jahre 1334 kaufte das Kapitel auch die andere Hälfte des Dorfes hinzu. Seit 1482 wurde der Ort Suchonice, seit 1673 Suchonitz und 1771 Suchonitium genannt. Die erste Schule wurde 1620 eingerichtet. Im Hufenregister von 1657 sind für Suchonicz elf Bauern, ein Halbhüfer und acht Chalupner ausgewiesen. Die Matriken wurden seit 1706 in Pentschitz geführt. Das nach 1775 entstandene Theresianische Kataster weist für das Dorf zwölf Bauern, sieben Chalupner, drei Häusler und vier Inwohner aus. Bis zur Mitte des 19. Jahrhunderts blieb das Dorf dem Olmützer Kapitel untertänig.
Nach der Aufhebung der Patrimonialherrschaften bildete Suchonice/Suchonitz ab 1850 eine Gemeinde in der Bezirkshauptmannschaft Olmütz. 1890 entstand ein neues Schulhaus für den zweiklassigen Unterricht. Ab 1921 gehörte die Gemeinde zum Okres Olomouc-venkov. 1929 ließ die Familie Zapletal die Kirche erbauen und auf ihrem Grund den Friedhof anlegen. 1950 kam die Gemeinde zum Okres Olomouc-okolí und seit dessen Aufhebung im Jahre 1961 gehört sie zum Okres Olomouc. 1960 erfolgte die Eingemeindung von Hostkovice. 1964 wurde die Gemeinde mit Přestavlky zu einer Gemeinde Suchonice-Přestavlky zusammengeschlossen, die 1970 an den Örtlichen Nationalausschuss (MNV) Tršice angeschlossen und 1975 gänzlich nach Tršice eingemeindet wurde. Im Jahre 1992 löste sich Suchonice wieder von Tršice los und bildete eine eigene Gemeinde.

## Gemeindegliederung
Für die Gemeinde Suchonice sind keine Ortsteile ausgewiesen.

## Sehenswürdigkeiten
- Kirche des hl. Wenzel, gestiftet 1929 von der Familie Zapletal
- Kapelle, vor dem Dorf unter einer mächtigen Eiche, erbaut vor 1837